# I viaggiatori della sera (romanzo)
I viaggiatori della sera è un romanzo del 1976 dello scrittore Umberto Simonetta.

## Trama
Siamo in un futuro imprecisato ma non lontanissimo ove vige una forma di governo autoritaria che favorisce la delazione tra i cittadini per mantenere un forte controllo sociale.
Da qualche anno è stata approvata una legge per cui tutti i cittadini, al compimento del quarantanovesimo anno di età, sono obbligati ad abbandonare la propria abitazione ed il posto di lavoro per trasferirsi in villaggi vacanze sul mare appositamente dedicati in amene località come la Riviera Ligure, la Costa Smeralda ed Ischia.
Alvaro ed Annamaria sono una coppia coetanea di commercianti milanesi, proprietari di due avviati negozi di pelletteria nel centro della città: il loro matrimonio va ormai avanti solo per inerzia ed anche il rapporto con i figli Francesco e Nichi, sostenitori del governo e della legge, è ormai deteriorato. Unica consolazione, il nipotino Antonluca, figlio di Nichi.
I due coniugi sono costretti ad adeguarsi alla legge e così devono abbandonare la loro casa e i loro negozi per trasferirsi nel villaggio di Arenzano a cui sono stati assegnati. La preparazione dei bagagli è segnata da una grande tensione con i figli, che dimostrano assoluto distacco davanti al dramma che stanno vivendo i genitori e cercano invano di mostrare gli aspetti positivi, tanto propagandati dai mezzi di comunicazione al che Alvaro ribatte ricordando i suicidi, tenuti nascosti, di numerosi quarantanovenni.
Anche la prima parte del viaggio non è per niente serena; durante una sosta in un autogrill sull'autostrada A7 Alvaro dà in escandescenze, tira un pugno in faccia a Francesco e se ne va con l'auto; la scena è vista da un barista dell'autogrill a cui Nicky deve dare 10000 lire perché non denunci il tutto alla polizia, fatto che avrebbe conseguenze una volta che i genitori fossero arrivati al villaggio e pure respingere un suo goffo tentativo di avance. Poco dopo Alvaro torna e per stemperare un po' la tensione si decide di interrompere il viaggio per fermarsi a pranzo in un ristorante di Tortona. Mentre sono tutti a tavola insieme ad un amico pure lui destinato al villaggio di Arenzano incontrato per caso, vengono invitati ad unirsi ad un sontuoso e numeroso banchetto offerto da due gemelli pugliesi, fratello e sorella anche loro destinati ad un villaggio, che si conclude tragicamente con il loro suicidio con dello champagne avvelenato.
Arrivati e sistemati al villaggio, il rapporto tra Alvaro ed Annamaria entra definitivamente in crisi; il villaggio in realtà è una sorta di lager camuffato, da cui non si può uscire senza essere presi a scariche di mitra da parte della sorveglianza armata e la cui vita è dominata da una tombola mensile, i cui vincitori sono destinati ad una crociera da cui nessuno fa ritorno; a scanso di equivoci, accanto al molo per l'imbarco c'è un casotto per poter ricevere l'Estrema Unzione dal prete del villaggio. Gli ospiti sono ben coscienti fin da prima della partenza di questo sistema di decimazione e reagiscono dandosi ad una sfrenata e smodata attività sessuale che vede coinvolto anche il compiacente personale del villaggio (camerieri/e, commessi/e, bagnini, baristi, impiegati/e, manutentori etc), tutti ragazzi e ragazze di bell'aspetto ben lieti di arrotondare i miseri guadagni con queste prestazioni; per una notte, un cameriere chiede anche 400000 lire (pari a circa 1860 euro del 2024).
Superati i primi momenti di perplessità, mentre Alvaro tende a chiudersi in sé stesso Annamaria si dedica ad un'intensa attività sessuale che seppellisce definitivamente il già traballante matrimonio: prima inizia una relazione con un vecchio spasimante e poi, dopo che quest'ultimo ha vinto alla tombola, con vari ragazzi del personale. Alla fine, Annamaria vince la tombola e nemmeno alla partenza sulla nave a cui non farà ritorno si ha una riconciliazione tra i coniugi. Pochi giorni dopo Francesco e Nichi vengono al villaggio con il piccolo Antonluca per ritirare gli effetti personali della madre, della cui scomparsa non sembrano mostrare gran dolore. Durante una passeggiata col nipotino, Alvaro avvicina un custode del villaggio che era stato uno degli occasionali amanti a pagamento della moglie e gli sottrae la pistola: perso in ostaggio il nipote, a cui fa credere che stanno giocando ai cowboys, si fa consegnare un'auto per fuggire del villaggio e si rifugia in una villetta sempre con il nipotino.
Mentre l'abitazione è circondata e sono in corso le trattative, il nipote sottrae la pistola al nonno e gli spara. Il romanzo si conclude con un balzo temporale di 25 anni in cui scopriamo che Nichi, arrivata a quarantanove anni e costretta ad andare al villaggio, si lamenta con Antonluca del fatto che non le porti mai in visita il nipotino; in realtà l'uomo, che ricorda bene di aver ucciso il nonno, teme un simile atto di pazzia da parte della madre. Il romanzo si conclude con una nota in cui si spiega che episodi come quello di Alvaro non si sono più verificati e che il sistema dei villaggi, prostituzione del personale, tombole e  crociere comprese, ha continuato a funzionare.

## Adattamento cinematografico
Da questo romanzo nel 1979 fu tratto un film omonimo diretto e interpretato da Ugo Tognazzi, con coprotagonista Ornella Vanoni.